# Guido II di Blois-Châtillon
Guido di Blois-Châtillon in francese: Guy II de Blois-Châtillon (1345 circa – Hainaut, 22 dicembre 1397) fu Signore di Chimay, di Guise e di Nouvion, dal 1372 e Conte di Blois di Dunois e di Soissons e Signore d'Avesnes, ed altri possedimenti in Hainaut e Zelanda, dal 1381 alla sua morte.

## Origine
Guido, secondo sia il Dictionnaire de la noblesse che la Histoire de la maison de Chastillon-sur-Marne, era il figlio terzogenito del Conte di Blois di Dunois e di Soissons e Signore d'Avesnes, di Chimay, di Guise, di Nouvion, Luigi I di Blois-Châtillon e di Giovanna di Beaumont, che, era l'unica figlia ed erede di Giovanni, conte di Beaumont (figlio del Conte di Hainaut e conte d'Olanda e di Zelanda, Giovanni I di Hainaut e della moglie Adelaide d'Olanda) e della contessa di Soissons, Marguerite di Nesle.
Luigi I di Blois-Châtillon, secondo sia il Dictionnaire de la noblesse che la Histoire de la maison de Chastillon-sur-Marne, era il figlio primogenito del Conte di Blois e di Dunois e Signore d'Avesnes, di Trélon, di Guise, Guido I di Blois-Châtillon e di Margherita di Valois, che, secondo il Chronicon Guillelmi de Nangiaco, era figlia del conte di Valois, Conte di Angiò e del Maine, conte d'Alençon e conte di Chartres, Carlo di Valois, e della prima moglie, la Contessa di Angiò e del Maine, Margherita (citata col nome della seconda moglie), figlia secondogenita (prima femmina) di Carlo II d'Angiò, detto lo Zoppo, principe di Salerno e futuro conte d'Angiò e del Maine, conte di Provenza e Forcalquier, re di Napoli e re titolare di Sicilia, principe di Taranto, re d'Albania, principe d'Acaia e re titolare di Gerusalemme, e di Maria d'Ungheria (1257 ca. – 25 marzo 1323).

## Biografia
Nel corso della Guerra dei cent'anni, suo padre, Luigi I fu al servizio dello zio, il re di Francia, Filippo VI di Valois e fu presente alla Battaglia di Crécy, dove i francesi subirono una dura sconfitta.

Luigi I morì alla battaglia di Crécy dove si batté con onore, fu inumato all'Abbaye de la Guiche, Coulanges (Loir-et-Cher). Gli succedette il figlio primogenito, Luigi, come Luigi II, con la reggenza della madre, Giovanna di Beaumont. Sua madre, verso il 1348, sposò in seconde nozze il marchese di Namur, Guglielmo I, che divenne reggente della contea, assieme alla madre, Giovanna. Quando la madre morì, nel 1350, a causa della peste, la reggenza fu contesa tra lo zio paterno di Luigi e Giovanni, il duca di Bretagna, Carlo di Blois, ed il nonno materno, Giovanni, conte di Beaumont, che nel 1351, trovarono un accordo.
Suo fratello, Luigi, nel corso della Guerra dei cent'anni, sostenne il nuovo re di Francia, Giovanni II il Buono; quando, per poter far rilasciare dalla prigionia inglese il re Giovanni II, nel 1361, si dovettero inviare a Londra diversi nobili in ostaggio, Luigi inviò Guido, il suo fratello minore. Guido per poter lasciare Londra cedette, col beneplacito dei fratelli, la contea di Soissons a Isabella, figlia maggiore del re d'Inghilterra, Edoardo III d'Inghilterra e Filippa di Hainaut e moglie di Enguerrand VII di Coucy; così, nel 1367, Guido riottenne la libertà.
Dapprima andò in Prussia, dove si distinse per il suo valore, con i cavalieri dell'Ordine teutonico. Tornato in Francia, Guido fu al servizio del suo signore, il re di Francia, Carlo V, il Saggio e, dopo il 1370, al seguito di Luigi I d'Angiò e Giovanni, duca di Berry combatté in Guienna. Suo fratello, Luigi II, morì nel 1372 e fu sepolto nella chiesa di San Salvatore, nel castello di Blois, e, secondo l'accordo preso coi fratelli, se fosse morto senza eredi, Blois e Avesnes andarono al secondogenito, Giovanni, mentre le altre signorie andarono a Guido, il terzogenito.
In quello stesso anno, suo fratello, Giovanni aveva sposato la duchessa di Gheldria, Matilde, figlia del duca di Gheldria, Rinaldo II il Nero e sorellastra del duca, Rinaldo III Maccan, morto nel 1371, divenendo duca di Gheldria; ma il titolo di duchessa della moglie venne contestato dalla sorella minore, Maria, a nome del figlio, Guglielmo I, che aveva l'appoggio di una parte della popolazione; le due fazioni si scontrarono, e la duchessa Maria con l'appoggio del Re di Boemia ed Imperatore del Sacro Romano Impero Carlo IV, ebbe la meglio. Nel 1379, dopo un'ultima sconfitta, Giovanni e Matilde rinunciano definitivamente al ducato di Gheldria.

Giovanni morì nel castello di Schoonhoven, nel 1381, ed il suo corpo fu traslato a Valenciennes e inumato nella chiesa dei cappuccini di quella città. Dato che Giovanni non aveva figli legittimi, tutti i suoi titoli e feudi furono ereditati da Guido. Nel 1382 ebbe l'onore di comandare la retroguardia dell'esercito francese alla battaglia di Roosebeke.
Nel 1391 morì il suo unico figlio, Luigi, senza lasciare eredi. A seguito di questo avvenimento, Guido accettò la richiesta del re di Francia, Carlo VI, il Ben Amato, di vendere la contea di Blois al fratello del re Luigi I duca d'Orléans, per la somma di 2.000 Livre tournois. Guido morì il 22 dicembre 1397, mentre si trovava nell'Hainaut, ed il suo corpo fu traslato a Valenciennes e inumato nella chiesa di San Francesco dei cappuccini di quella città. I suoi possedimenti furono incamerati nel ducato di Orleans.

## Matrimonio e discendenza
Guido aveva sposato nell'agosto del 1370, Maria di Namur, la figlia del suo patrigno, il marchese di Namur, Guglielmo I e della sua seconda moglie, Caterina di Savoia, signora di Vaud. Guido da Maria ebbe un figlio:
- Luigi († 15 luglio 1391), Conte di Dunois[22][28].

### Fonti primarie
- (LA)  Chronologia Johannes de Bek.
- (LA)  Recueil des historiens des Gaules et de la France. Tome 20.

### Letteratura storiografica
- (FR)  Dictionnaire de la noblesse.
- (FR)  Histoire de la maison de Chastillon-sur-Marne.